# Ґао Юаньюань
Ґао Юаньюань (спрощ.: 高圆圆; кит. трад.: 高圓圓; піньїнь: Gāo yuányuán, нар. 5 жовтня 1979, Пекін, Китай) — китайська акторка та модель.
Лі посіла 64-е місце у списку Forbes China Celebrity 100 у 2013 році, 40-е у 2014-му, 76-е у 2015-му та 86-е у 2017-му.
Ґао була факелоносцем в Нанкінському етапі естафети передачі факела на Олімпійських іграх 2008 року в Пекіні.

## Кар'єра
Ґао вийшла на міжнародний рівень з фільмом «Шанхайські мрії» (2005), режисера Ван Сяошуай, який отримав приз премії журі на Каннському кінофестивалі. Потім її обрав Джекі Чан для зйомок у комедійному бойовику Роб-бі-гуд (2006). Чан характеризує Ґао як "найсвіжіший вигляд і чистий дух, з яким не може зрівнятися жодна гонконгська актриса".
У 2009 році Ґао знялася у фільмі Місто життя і смерті (2009), режисера Лу Чуан. Фільм заснований на основі подій у Нанкіні 1937 року — Різанина в Нанкіні. Ґао зіграла вчительку середнього віку, що допомагала людям Нанкіна пережити жахіття цього періоду. Ґао назвала роль «поворотним моментом» у своїй кар’єрі, заявивши, що вона ніколи не сприймала акторство серйозно, допоки не почала працювати над цим фільмом. Місто життя і смерті здобуло головний приз на Міжнародному кінофестивалі в Сан-Себастьяні 2009 року.

## Особисте життя
Ґао вийшла заміж за тайваньського актора Марк Чжао у 2014 році. Вони познайомились на знімальному майданчику Caught in the Web.

## Фільмографія
| Рік  | Назва                                   | Роль                       | Примітки          |
| ---- | --------------------------------------- | -------------------------- | ----------------- |
| 1997 | Пряний суп любов і爱情麻辣烫            | Хе Лін                     |                   |
| 2001 | Пекінський велосипед 十七岁的单车       | Сяосяо                     |                   |
| 2002 | Весняне метро 开往春天的地铁            | Тянь'ай                    |                   |
| 2005 | Мрії про Шанхаї 青红                    | У Цинхун                   |                   |
| 2006 | Роб-Бі-Гуд 宝贝计划                     | Мелодія                    |                   |
| 2007 | Любов у місті 男才女貌                  | Цінь Сяою                  |                   |
| 2007 | Третій 第三个人                         | Сяо Се                     |                   |
| 2007 | Ми віримо в любов 左右                  | вчителька                  | запрошена актриса |
| 2008 | Історія забороненого кохання 被禁锢的爱 |                            |                   |
| 2009 | Місто життя і смерт і南京！南京！       | Цзян Шуюнь                 |                   |
| 2009 | Ченду, я люблю тебе 成都我爱你          |                            |                   |
| 2009 | Сезон добрих дощів 好雨时节             | У Юе (Мей)                 |                   |
| 2009 | Любов трьох посмішок 三笑之才子佳人     |                            |                   |
| 2010 | Рай океану 海洋天堂                     | померла дружина Сема Вонга |                   |
| 2010 | Некерований 无人驾驶                    | колишня дівчина Чжисена    |                   |
| 2010 | Колір моєї любові 爱出色                |                            |                   |
| 2011 | Припини розбивати моє серце 单身男女    | Ень                        |                   |
| 2012 | Роман в тонкому небі                    |                            |                   |

## Телесеріали
| Рік  | Назва                              | Роль        | Примітки              |
| ---- | ---------------------------------- | ----------- | --------------------- |
| 1998 | 找不着北                           | Цзян Синь   |                       |
| 1998 | 实习生的故事                       | Ґао Фей     |                       |
| 1999 | 咱老百姓                           | Ю Цянь      |                       |
| 2001 | 准点出击                           | Хуан Лі     |                       |
| 2003 | Меч раю і шабля дракона 倚天屠龙记 | Чжоу Чжируо |                       |
| 2003 | 护国良相狄仁杰                     | Пань Ю      |                       |
| 2003 | 你在微笑我却哭了                   | Шень Сяо    |                       |
| 2003 | Диво-цілителі神医侠侣              | Циньцзы     |                       |
| 2004 | 秦王李世民                         | Руоси       |                       |
| 2004 | 天下第一                           | Люшэн Пяосю |                       |
| 2004 | 爱与梦飞翔                         | Хунцзе      | запрошена актриса     |
| 2004 | 烟花三月                           | Шень Вань   |                       |
| 2004 | 海的誓言                           | Е Ю         |                       |
| 2007 | Династія Цинь 大秦帝国             | Бай Суэ     |                       |
| 2008 | 爱无悔                             | Ґао Мін'юе  | інша назва 江南第一店 |